# Juan Sánchez Massiá
Juan Sánchez y Massiá (Ávila, 1848-Madrid, 1908) fue un ingeniero de minas español.

## Biografía
Nació en Ávila el 27 de enero de 1848. Ingeniero jefe del Cuerpo de Minas, fue autor de importantes trabajos geológicos y topográficos. Sánchez Massiá, que colaboró con publicaciones periódicas como el Boletín Bibliográfico Español, falleció en Madrid el 25 de febrero de 1908 y habría sido enterrado presumiblemente en la sacramental de Santa María.